# Stuart Paton
Stuart Paton (Glasgow, 23 luglio 1883 – Woodland Hills, 16 dicembre 1944) è stato un regista, sceneggiatore e attore scozzese del cinema muto. Usò anche il nome di Stuart Payton.

## Biografia
Nato in Scozia nel 1883, Stuart Paton iniziò la carriera cinematografica negli Stati Uniti nel 1914 come sceneggiatore e attore. L'anno seguente passò dietro la macchina da presa, dirigendo il suo primo film per la Independent Moving Pictures. Continuò a scrivere per il cinema fino al 1927, mentre lasciò la recitazione già nel 1915. Diresse quasi settanta pellicole: il suo ultimo film The Alamo: Shrine of Texas Liberty - in cui appare anche come montatore - risale al 1938.
Morì in California, Woodland Hills, Los Angeles il 16 dicembre 1944 all'età  di 61 anni. Fu inumato alla Chapel of the Pines Crematory.

## Filmografia

### Regista
- A Gentleman of Art - cortometraggio (1915)
- The House of Fear (1915)
- Heart Punch (1915)
- A Photoplay Without a Name, or: A $50.00 Reward (1915)
- The Black Pearl - cortometraggio (1915)
- The Story the Clock Told - cortometraggio (1915)
- The Bombay Buddha - cortometraggio (1915)
- Matty's Decision (1915)
- Courtmartialed (1915)
- The Pursuit Eternal - cortometraggio (1915)
- The White Terror (1915)
- Conscience (1915)
- A Substitute Widow (1915)
- Elusive Isabel (1916)
- The Mansard Mystery (1916)
- 20,000 Leagues Under the Sea (1916)
- The Great Torpedo Secret (1917)
- The Voice on the Wire - serial cinematografico (1917)
- Like Wildfire (1917)
- Il re dell'audacia (The Gray Ghost) - serial cinematografico (1917)
- Beloved Jim (1917)
- The Girl in the Dark (1918)
- The Wine Girl (1918)
- The Marriage Lie (1918)
- Border Raiders (1918)
- Terror of the Range - serial cinematografico (1919)
- The Little Diplomat (1919)
- The Devil's Trail (1919)
- The Fatal Sign (1920)
- Wanted at Headquarters (1920)
- The Torrent (1921)
- The Hope Diamond Mystery (1921)
- Reputation (1921)
- La grande diga (The Conflict) (1921)
- Man to Man (1922)
- The Man Who Married His Own Wife (1922)
- The Black Bag (1922)
- The Married Flapper (1922)
- Wolf Law (1922)
- One Wonderful Night (1922)
- The Scarlet Car (1923)
- Bavu (1923)
- Burning Words (1923)
- The Love Brand (1923)
- The Night Hawk (1924)
- The Lady from Hell (1926)
- The Wolf Hunters (1926)
- Frenzied Flames (1926)
- The Baited Trap (1926)
- Forest Havoc (1927)
- Fangs of Destiny  (1927)
- The Four-Footed Ranger  (1928)
- The Bullet Mark (1928)
- The Hound of Silver Creek (1928)
- The Mystery Trooper (1931)
- Air Police (1931)
- In Old Cheyenne (1931)
- First Aid  (1931)
- Hell Bent for Frisco (1931)
- Is There Justice? (1931)
- Chinatown After Dark (1931)
- Mounted Fury (1931)
- The Fall of the Alamo (1935)
- The Silent Code (1935)
- Thunderbolt (1935)
- Clipped Wings (1937)
- The Alamo: Shrine of Texas Liberty  (1938)

### Sceneggiatore
- Out of the Far East, regia di Frank Hall Crane (1914)
- Love's Victory, regia di Frank Hall Crane - cortometraggio (1914)
- The Silver Loving Cup, regia di Frank Hall Crane (1914)
- Through the Eyes of the Blind, regia di Frank Hall Crane (1914)
- His Last Chance, regia di Frank Hall Crane (1914)
- The Skull, regia di Frank Hall Crane (1914)
- The Lady of the Island, regia di Frank Hall Crane (1914)
- Three Men Who Knew, regia di Frank Hall Crane (1914)
- A Gentleman of Art, regia di Stuart Paton - cortometraggio (1915)
- The House of Fear, regia di Stuart Paton (1915)
- A Photoplay Without a Name, or: A $50.00 Reward, regia di Stuart Paton (1915)
- The Black Pearl, regia di Stuart Paton - cortometraggio (1915)
- The Bombay Buddha, regia di Stuart Paton - cortometraggio (1915)
- The Pursuit Eternal, regia di Stuart Paton - cortometraggio (1915)
- Conscience, regia di Stuart Paton (1915)
- His World of Darkness, regia di Ben F. Wilson (1916)
- The Mark of Cain, regia di Joseph De Grasse (1916)
- 20,000 Leagues Under the Sea, regia di Stuart Paton (1916)
- Il re dell'audacia (The Gray Ghost), regia di Stuart Paton - serial cinematografico (1917)
- Border Raiders, regia di Stuart Paton (1918)
- Fuoco purificatore (The Blinding Trail), regia di Paul Powell (1919)
- Dr. Jim, regia di William Worthington (1921)
- Tainted Money, regia di Henry MacRae (1924)
- Burning Gold, regia di John W. Noble (1927)

### Attore
- Out of the Far East, regia di Frank Hall Crane (1914)
- The Touch of a Child (1914)
- On the Chess Board of Fate, regia di Hanson Durham (1914)
- The Skull, regia di Frank Hall Crane (1914)
- Three Men Who Knew, regia di Frank Hall Crane (1914)
- Great Men Among Us, regia di William Parke (1915)

### Produttore
- A Substitute Widow, regia di Stuart Paton (1915)
- 20,000 Leagues Under the Sea, regia di Stuart Paton (1916)
- The Great Torpedo Secret, regia di Stuart Paton (1917)
- Hell Bent for Frisco, regia di Stuart Paton (1931)
- Clipped Wings, regia di Stuart Paton - (supervisore produzione) (1937)

### Montatore
- The Fall of the Alamo, regia di Stuart Paton (1935)
- The Alamo: Shrine of Texas Liberty, regia di Stuart Paton (1938)